# Armando Salas Martínez
Armando Salas Martínez (Ortigueira, La Coruña, 30 de enero de 1946-Ferrol, 30 de junio de 2019) fue un historietista e ilustrador español.

## Biografía
Desde su niñez mostró afición por el dibujo y los cómics, con una especial preferencia por las tiras cómicas y las viñetas de humor. Muy pronto empezó a enviar sus dibujos a revistas y periódicos, mientras tomaba alguna clase de dibujo, aunque puede considerarse totalmente un autodidacta. A los diecinueve años comenzó a trabajar en un banco, cuya especial jornada laboral le permitió dedicar las tardes al dibujo, su verdadera pasión.
Fue uno de los primeros (si no el primero) en introducir el erotismo en las publicaciones españolas dibujando chicas semidesnudas, un erotismo mezclado con ironía y sarcasmo, durante los más oscuros años de la Dictadura del General Francisco Franco. En 1967 comenzó a dibujar profesionalmente para el semanario Diez Minutos, y también para Comics Camp, Comics In, un fanzine dedicado al estudio del Arte Secuencial. Para este fanzine creó a Saturday, una irónica versión de Sunday, un popular personaje del cómic creado por Víctor de la Fuente. Poco después contribuyó con cómics para el diario Pueblo, y también pasó al equipo del diario El Correo Gallego y de la revista Doblón en 1970. Ese mismo año empezó a colaborar en el semanario Todo Television, creando una serie, Don Teleneco, en la cual satirizaba a los "couch potatoes" antes de que este término fuera inventado. Comenzó su colaboración en el periódico Ferrol Diario en 1972, y un año después dibujó viñetas de humor para El Heraldo Español, el más importante diario de Aragón.
Para la revista El Globo (Buru Lan) creó su más famosa serie, El Eden, renombrada como Adán cuando fue publicada en libros. Esta serie era una versión satírica de Adán y Eva, en la cual Eva, una rubia con aspecto a lo Marilyn Monroe, aparecía en bikini. "Sensual, provocativa y sexy" inexplicablemente, esta serie sobrevivió a la censura. Quizá se debió a que fue publicada en los periódicos de Medios de Comunicación Social del Estado (antes Prensa del Movimiento) y la Censura de la Dictadura estaba más preocupada por controlar a los demás medios de comunicación que por vigilar su propia casa. Mientras trabajaba en varios medios, también creó nuevas series: Don Nuño Matamoros y Flip. Otra exitosa serie nació en 1981: Merlina, acerca de una bruja y su imbécil hijo en un claro homenaje a las historias de "espada y brujería", un género especialmente querido por el autor puesto que admiró las tiras cómicas de Wizard of Id, de Brant Parker.
Su trabajo refleja su amor por los mejores artistas americanos y españoles. Publicó tiras diarias para el Diario de Ferrol, El Correo Gallego, El Ideal Gallego, Diario de Arousa y Diario de Bergantiños. Su personaje Flip lleva más de veinticinco años publicándose con carácter mensual en la revista Aguiluchos.
En mayo de 2005, recibió el premio internacional "Curuxa de honra", otorgada por el Museo del Humor de Fene para reconocer la trayectoria vital de un artista en favor del dibujo de humor.
En enero de 2007 la ONG Reporteros sin Fronteras elige uno de sus dibujos para editar un póster y distribuirlo por el mundo. Este póster, un demoledor dibujo denunciando el asesinato de la periodista rusa Anna Politkóvskaya, presidió el homenaje internacional celebrado en su memoria en Notre Dame de París, con la presencia de Romain Goupil, cineasta; Bernard Henry-Levy, filósofo; André Glucksmann, escritor; Legaret, alcalde del primer distrito de París; Robert Menard, fundador y Secretario General Internacional de Reporteros sin Fronteras, y el propio Salas.
Su nombre aparece en otras cinco obras enciclopédicas: "The World Encyclopedia of Cartoons", "Atlas español de la cultura popular", "Lambiek Comiclopedia", "Diccionario de uso de la historieta en España" y en la "Enciclopedia Galega Universal". Su obra está presente en cuatro museos: Museo do Humor de Fene (España), el Ticonderoga Cartoon Museum (EUA), el Cartoon Art Museum (EUA) y el museo House of Humor and Satire de Gabrovo (Bulgaria).